# Josep Llinares Beltran
Josep Llinares Beltran, Valencià (La Pobla LLarga (València), 29 de març de 1909 - Llucena (València), 25 de maig de 1950. Combatent republicà i guerriller antifranquista valencià.
Estava casat amb Concepció Ferrer Peiró i varen tenir un fill. Va militar primer a les JSU. Durant la guerra civil va fer serveis de guàrdia armat, s'integrà a la 44ª Brigada Mixta i sembla que va fer labors d'informació en el bàndol franquista. Detingut el maig de 1939, va ser tancat a un centre de reclusió al seu poble, d'on aconseguí fugir. Va estar amagat per diverses masies de prop de Morella, Vallibona i Xert (entre altres el mas del Fondo, el mas d'Ortí i el mas de la Gatellera), on feia tasques agrícoles i també impartí classes d'alfabetització a les famílies dels masovers. El 1945 entrà en contacte amb el grup de Josep Borras Climent, Cintorrà; Josep Sangüesa Mezquita, Elietes; Antoni Querol Amor, Cedacero i Francesc Salvador Sebastià, el Conillet d'Ares, amb els quals formà un nucli guerriller que s'integrà a l'AGL (Agrupació Guerrillera de Llevant). Va estudiar a l'escola de guerrillers instal.lada, l'octubre de 1946, en els pinars de la Sorollera. La seva relació amb els pagesos de la zona facilità l'establiment de xarxes de suport.
El 2 de juliol de 1946 participà a l'ocupació d'Ortells, poble on els guerrillers executaren el batle, considerat un col·laborador de la Guàrdia Civil. A partir del setembre de 1947 fou nomenat cap del segon batalló del sector 17 de l'AGL. El 1947 passà al sector 23, dirigit per Jesus Caellas Aymerich, Carlos el Catalán. El 1948 la partida sols comptava amb 8 guerrillers i Josep Llinares fou enviat a la zona de Tarragona amb José González Rubén. Sense suport de cap costat es varen veure obligats a cercar-lo a masies de la zona. Instal·lat en una cova de Benifallet (Tarragona), va participar en un control de carretera, el 16 de juliol de 1949, a Sant Onofre, a 10 quilòmetres de Tortosa. El desembre de 1949, els membres de la partida, perseguits de prop de la Guàrdia Civil es dispersaren. El 24 de maig de 1950, Llinares aconseguí escapar d'un enfrontament amb la Guàrdia Civil prop de la granja de Fabra de Arriba (Llucena), en el qual va morir el seu company Juli Martín Buj, Luis, i es refugià al molí de Torreselle, on, després de ser denunciat, fou assassinat per les forces repressives el 25 de maig.